# 5897 Novotná
Az 5897 Novotna (ideiglenes jelöléssel 1984 SZ1) a Naprendszer kisbolygóövében található aszteroida. Antonín Mrkos fedezte fel 1984. szeptember 29-én.